# Noite polar

Noite polar em Longyearbyen, Svalbard, Noruega.

A noite polar é a noite que dura mais de 24 horas, fenômeno que ocorre nas regiões polares, na zona delimitada pelos círculos polares. O fenômeno oposto, quando o Sol permanece acima do horizonte por um longo tempo é chamado de dia polar, ou Sol da meia-noite.
Um erro comum é o de supor que qualquer ponto no interior de um círculo polar, ou qualquer um onde se verifique o fenómeno do Sol da meia-noite, o dia mais curto é totalmente escuro. Por causa do crepúsculo, não é este o caso. Em lugares muito próximos dos pólos isto é verdade, mas em áreas próximas do Círculo Polar Árctico e do Círculo Polar Antárctico o Sol da meia-noite verifica-se mas não há nunca uma noite polar. De fato, as regiões polares tipicamente têm mais luz durante todo o ano do que as mais próximas da linha do Equador.

## Tipos de noite polar
Existem diversos tipos de noite polar. Isto é por causa da noite polar ser o período durante o qual nenhum crepúsculo ocorre, originando as seguintes definições.

### Crepúsculo polar
O crepúsculo polar ocorre em áreas localizadas na borda interna dos círculos polares, onde o Sol estará no horizonte ou abaixo do horizonte o dia todo no solstício de inverno.  Não há então verdadeira luz do dia na culminância solar, apenas crepúsculo civil.  Isso significa que o Sol está abaixo do horizonte, mas a menos de 6°.  Durante o crepúsculo civil, ainda pode haver luz suficiente para a maioria das atividades normais ao ar livre devido à dispersão da luz pela atmosfera superior e à refração.  Lâmpadas de rua podem permanecer acesas e uma pessoa olhando para uma janela de dentro de uma sala bem iluminada pode ver seu reflexo mesmo ao meio-dia, pois o nível de iluminação ao ar livre será inferior ao de muitos espaços internos iluminados.  Ocorre nas latitudes entre 67°24' e 72°34' Norte ou Sul, quando o Sol não nasce, apenas o crepúsculo civil visível.[carece de fontes?]

### Noite polar civil
A noite polar civil é o período durante o qual o centro do Sol está entre 0 e 6 graus abaixo da linha de horizonte. Por causa da refracção ainda existe suficiente luz para as actividades humanas normais ao ar livre. A noite polar civil só ocorre em latitudes além dos 72° 33′, exactamente 6 graus para dentro do círculo polar. Assim, nenhuma região da Europa a verifica, a exceção das ilhas Svalbard.

### Noite polar náutica
A noite polar náutica é o período durante o qual apenas uma ténue luz é visível ao meio-dia, ocorrendo quando o Sol está entre 6 e 12 graus abaixo do horizonte. Por causa da refracção há claramente um lugar do horizonte mais luminoso que os outros. Apenas ocorre além dos 78° 33′, ou seja, 12 graus para dentro do círculo polar. Exemplos de localidade nesta região são Alert, Eureka e Ny-Ålesund.

### Noite polar astronômica
A noite polar astronômica é o período durante o qual nenhum raio de luz é visível, ocorrendo quando o Sol está entre 12 e 18 graus abaixo do horizonte, acontecendo além dos 84° 33′, ou seja, 18 graus para dentro do círculo polar e apenas a 5,5º dos pólos. A Estação Polo Sul Amundsen-Scott situa-se já nesta zona.

## Efeitos no homem
Além do aumento do frio, o período da noite polar pode acarretar depressão clínica ou transtorno afetivo sazonal em algumas pessoas.